# 걸스 인 유니폼
걸스 인 유니폼(Madchen in Uniform, Girls in Uniform)은 바이마르 공화국에서 제작된 레온티네 세이건 감독의 1931년 드라마, 멜로/로맨스 영화이다. 도로테아 비크 등이 주연으로 출연하였다.

## 출연

### 주연
- 도로테아 비크
- 헤르타 티엘

## 같이 보기
- 성소수자 영화 목록